# Der Staatsanwalt: Null Toleranz
Null Toleranz ist ein deutscher Fernsehfilm von Ulrich Zrenner aus dem Jahr 2020, der im Auftrag des ZDF und ORF produziert wurde. Es handelt sich um den vierten in Spielfilmlänge entstandenen Fall der Fernsehkrimiserie Der Staatsanwalt, der die Auftaktfolge der 15. Staffel bildet.
Rainer Hunold ist in der Titelrolle als Staatsanwalt besetzt, Fiona Coors und Simon Eckert als ihm zuarbeitende Kommissare Kerstin Klar und Christian Schubert. Die Haupt-Gaststars dieser Folge sind Henny Reents, Arnd Klawitter, Emilio De Marchi, Thomas Arnold, Emilie Neumeister und Claudio De Simone.

## Handlung
In einem Auto befindet sich ein junger Mann, der scheinbar kaltblütig hingerichtet worden ist. Wie sich herausstellt, handelt es sich um Rico Bennini, einen italienischen Staatsbürger mit Wohnsitz in Wiesbaden. Ein Zeuge hat beobachtet, wie ein Lieferwagen mit Firmenwerbung sich schnell von Benninis Auto entfernte. Die Ermittlungen ergeben, dass der ehemals auf die Speditionsfirma Schenk zugelassene Wagen bereits abgemeldet ist. Oberstaatsanwalt Bernd Reuther wird von den Kriminalhauptkommissaren Kerstin Klar und Christian Schubert über den Stand der Ermittlungen informiert. Es gibt einen Hinweis auf das Friseurgeschäft Forbici Fonti in der Innenstadt, in dem Bennini gearbeitet haben soll. Carlo Fonti erzählt Reuther, dass Rico sein Neffe aus Kalabrien sei, den seine Schwester ihm anvertraut habe. Er wisse nur, dass Rico Streit mit dem Ex seiner Freundin gehabt habe. Der Ex heiße Leon und wohne in einer alten Hütte hinter dem Bahnhof. Von Leon Radeke erfahren Klar und Schubert den vollständigen Namen der Freundin: Sophie Schenk – von der Spedition Schenk, deren Lieferwagen am Tatort gesichtet wurde und nach deren Bekunden gestohlen worden sei.
Als die Verdachtsmomente sich häufen, die darauf hinweisen, dass Leon Radeke etwas mit dem Fall zu tun haben könnte und Klar und Schubert ihn deshalb befragen wollen, finden sie ihn in einer Blutlache liegend mit einer Schusswunde im Kopf vor. Reuther bringt in Erfahrung, dass Frank Lage, mit dem Rebecca Schenk zusammenlebt und der in der Spedition arbeitet, wegen Verstoßes gegen das Betäubungsmittelgesetz vorbestraft ist. Er hat mit Cannabis gehandelt. Die Spedition fahre immerhin alle großen Städte an, so beispielsweise Rotterdam, einen beliebten Umschlagplatz für Drogen. Dort wird Frank Lage in seinem Lkw erschossen. Reuther begibt sich direkt an den Ort des Geschehens. Lage wollte sich wohl noch verstecken, hatte jedoch keine Chance. Der Täter ist aufs Trittbrett des Wagens gestiegen und hat durch das geschlossene Fenster mehrere Schüsse abgegeben. Lage hat teure Kettensägen transportiert, in denen Rauschgift gefunden wurde. Reuther vermutet, dass Lage zusammen mit Radekes Hilfe wieder im Drogengeschäft tätig war.
Die Projektile, die man im Körper von Lage findet, stammen aus derselben Waffe, mit der auch Radeke getötet wurde, passen aber nicht zum ersten Opfer. Auch das im Bungalow gefundene Kokain wurde einer Vergleichsanalyse mit dem Fund aus dem Lkw unterzogen, es ist derselbe Stoff. Als Spezialist von der Drogenfahndung stellt sich Daniel Peters vom LKA vor. Reuther hatte um Verstärkung gebeten. Peters erzählt Klar und Schubert, dass Lage sich von den Kolumbianern im Hafen von Rotterdam habe schmieren lassen. Der Markt sei aufgeteilt, da gebe es Monopole wie überall, da könne ein Lage nicht einfach so mitmischen. Klar will wissen, ob es sein könnte, dass der Monatelli-Clan zurück ist, den Peters vor mehr als einem Jahr hatte sprengen können. Peters kommt auf Fonti zu sprechen, der seinen Friseursalon in Wiesbaden erst seit einem halben Jahr betreibt. Nach den Verhaftungen sei natürlich erst einmal ein Vakuum entstanden. In dieser Zeit habe Lage wohl seinen kleinen Handel aufbauen können, ergänzt Klar. Jetzt seien die Italiener wohl zurück und würden das Terrain neu abstecken.
Reuther ist sich sicher, dass jemand wollte, dass Beninni und Sofie Schenk sich kennenlernen. Peters stellt fest, dass Fonti definitiv zum Monatelli-Clan gehöre. Gabriel Cardelli sei einer seiner Handlanger, der in Deutschland untergetaucht sei, weil er in Italien Stress mit einem anderen Clan bekommen habe – Blutrache. Luca Marini gehöre ebenfalls zum Clan. Klar meint, sie bekämen keine TKÜ, woraufhin Peters sich ereifert, diese Richter seien so was von lebensfern. Das sei unfassbar. Peters schreckt nicht davor zurück, Luca Marini in einem günstigen Moment Drogen unterzuschieben, um etwas gegen ihn in der Hand zu haben. Klar und Schubert sind mit einem solchen Vorgehen nicht einverstanden.
Auf Fonti, Marini und zwei Angestellte werden aus einem fahrenden Auto mit einer Maschinenpistole Schüsse abgefeuert, nur Fonti und Marini überleben den Anschlag. Marini hat zurückgeschossen, das Kaliber passt zu den Morden an Radeke und Lage. Peters meint, man stehe kurz vor einem Bandenkrieg, woraufhin Reuther äußert, „dann sollten wir ihn beenden, bevor er noch angefangen hat“. Mit einer Finte gelingt es Reuther, Marini zu beweisen, dass man ihn und seine gesamte Familie aus dem Weg räumen will. Trotzdem zögert er, auszupacken. Reuther will wissen, wer den Wiesbadener Markt mit der Billigdroge Krokodil überschwemme. Marini meint, er habe einmal etwas von einem „Römer“ gehört.
Es stellt sich heraus, dass der ehemalige Polizist Tobias Röder, nicht Römer, in den Fall verwickelt ist. Allerdings ist der Drahtzieher des Ganzen ausgerechnet Daniel Peters. Er hat die Leute, gegen die er ermitteln sollte, einfach für sich arbeiten lassen. Röder war ihm so treu ergeben, dass er alles, was Peters von ihm verlangt hat, mitgemacht hat, was auch damit zu tun hat, dass seine Schwester von Rasern totgefahren wurde und er sich nicht mehr an das bestehende Rechtssystem gebunden fühlte. Kurz vor Peters Festnahme werden Carlo Fonti und Luca Marini noch von ihm erschossen und fast auch noch Rebecca Schenk, was nur dadurch verhindert wird, dass Klar, Schubert und Reuther gerade noch rechtzeitig auftauchen.

## Produktion, Veröffentlichung
Der Staatsanwalt: Null Toleranz wurde im Jahr 2019 in Wiesbaden und Umgebung gedreht. Für den Film zeichnete die Odeon Film AG verantwortlich. Die Redaktion lag bei Günther van Endert, die Produktionsleitung bei Jürgen Nusser und die Herstellungsleitung bei Thomas Höbbel.
Die Erstausstrahlung des Films erfolgte am 10. Januar 2020 im ZDF.

## Rezeption

### Einschaltquote
Der Film erreichte 5,44 Millionen Zuschauer bei seiner Erstausstrahlung bei einem Marktanteil von 17,6 Prozent.

### Kritik
Auf der Seite frankfurt.stadtbus.de war zu lesen: „Die Zuschauer in Frankfurt/M. urteilten so über den Kinofilm: nervenzehrend, aufregend und packend.“ Für die Magdeburger News handelte es sich um ein „treffend besetzes, hochemotionales Serienspecial in Spielfilmlänge“. Regine Wenzel hingegen schrieb in der Siegener Zeitung, es tue „dem ZDF-‚Staatsanwalt‘ gar nicht gut, eine Serienepisode auf 90 Minuten auszudehnen – auch wenn ‚Null Toleranz‘ […] der Auftakt zur neuen Staffel“ gewesen sei. Weiter bemängelte sie: „Dauernd neue Tote, immer wird noch irgendwo ein Espresso getrunken (die Mafia!), und noch eine Wendung, und noch mehr Geballer, und noch ein Espresso – und am Ende ist doch tatsächlich ein Polizist der Chef-Bösewicht! Rainer Hunold und seine zwei Kripo-Kollegen ermittelten farb- und konturlos, und die Edelfeder unter den Drehbuchschreibern war hier auch nicht am Werk. Wer lässt schon eine Figur sagen, sie habe etwas ‚einer Vergleichsanalyse unterzogen‘? Spröde und öde.“